# Thomas Chirault
Thomas Chirault (Moreuil, 15 settembre 1997) è un arciere francese.

## Palmarès
- Giochi olimpici

Parigi 2024: argento nella gara a squadre maschili.
- Mondiali

Città del Messico 2017: argento nella gara a squadre.
- Giochi europei

Minsk 2019: oro nella gara a squadre.
- Europei indoor

Vittel 2017: argento nella gara a squadre e bronzo nell'individuale.